# カンビュセスの籤
- 藤子不二雄（読切） > 藤子・F・不二雄（著作） > SF短編 > 一覧 > カンビュセスの籤
- 藤子不二雄 > アニメ > カンビュセスの籤

『カンビュセスの籤』（カンビュセスのくじ）は、藤子不二雄の藤本弘（のちの藤子・F・不二雄）による日本の読切漫画。『別冊問題小説』（徳間書店）1977年冬期特別号に掲載された。本作品を表題とする中央公論社の愛蔵版『SF全短篇』第1巻、または『藤子・F・不二雄 SF短編PERFECT版』第4巻などのSF短編集に収録。
1991年にOVA化された。終末戦争後の世界に身を置かれた男女の姿を通して、人間が生きることの意味を問う作品。

## あらすじ
甲冑の男・サルクは砂漠を放浪した末に建物を見つけ、不思議な身なりの少女・エステルに介抱される。エステルは自分の年齢は23万歳以上だが、生活年齢はまだ17歳だと話すが、サルクには通じない。言葉が通じないながら、2人は食料「ミートキューブ」を分け合って数日を過ごす。食料を勝手に持ち出そうとしたサルクにエステルは激怒し、足枷を嵌める。
やがてキューブが尽き、同時にエステルが翻訳機の修理に成功する。互いの身の上を話す2人。紀元前500年代、サルクはペルシア王カンビュセスの兵士としてエチオピア遠征に加わったが、やがて飢餓が襲い、やむなく10人1組で籤（くじ）に当たった者1人を残りの9人が食うことにした。サルクは籤に当たったが、運命を逃れ脱走したのだった。
いっぽうエステルは未来の地球で終末戦争を経験し、シェルターに逃れたわずかな生き残りのひとりだった。徹底的に破壊された環境はもはや人類の生存を許さず、彼らは地球外へのメッセージを発して異星からの救援に望みをつないだ。以来生き残った者たちは長い冬眠と、体力維持のため1万年ごとに目覚めて食料をとることを繰り返していたのだった。その食料になるのは、毎回籤で選ばれた同胞のひとりだった。23万年が経過し、最後のひとりとなったエステルのところに時空不連続帯のはたらきで迷い込んだのがサルクだったのだ。
エステルはサルクに籤を引かせる。「なぜそんなにまでして生きねばならぬのか」と言うサルクに、エステルは「遺伝情報を残し地球上の生物を再生するために生き伸びる義務がある」と語る。サルクはシェルターを飛び出すが、やはり外には不毛の砂漠しかないと悟り戻る。エステルは食料となる籤に当たったのは自分だと言い、裸体になると、ミートキューブの作り方の説明を始めるのだった。

## 主なキャラクター
- サルク - 紀元前500年代のペルシア王軍の兵士。
- エステル - 終末戦争を生きのびた少女。23万歳以上。生活年齢17歳。

## アニメ
「藤子・F・不二雄のSF（すこし ふしぎ）短編シアター」収録。一連のOVAシリーズの最終作であり、唯一の単独収録作品。脚本は過去にテレビドラマ『藤子不二雄の夢カメラ』で藤子F作品の執筆経験を持つ金子成人が務めた。

### 主なキャスト
- サルク - 古谷徹
- エステル - 鶴ひろみ
- キュロス王 - 田中亮一
- サルクの父 - 平野正人
- エステルの父 - 堀秀行

### スタッフ
- 原作 - 藤子・F・不二雄
- 総監督 - 笹川ひろし
- 脚本 - 金子成人、吉田理世
- プロデューサー - 浅見勇（小学館）、清松信夫（東宝）、菅野てつ勇（アニメーション21）
- 監督・絵コンテ - 香川豊
- キャラクターデザイン - 橋本とよ子
- 作画監督 - 橋本とよ子、鈴木満
- 美術監督 - 谷口百範
- 音響監督 - 明田川進
- 音楽 - 都留教博
- 録音 - 安藤邦男
- 効果 - 倉橋静男（サウンドボックス）
- 音響制作担当 - 三間雅文
- 音響制作 - マジックカプセル
- 録音スタジオ - アオイスタジオ
- 編集 - 井上編集室
- 現像 - 東京現像所
- タイトル - マキ・プロ
- 制作プロデューサー - 瀬戸幹雄、栃平吉和
- 協力 - 藤子プロ、コロコロコミック編集部、学習雑誌編集部、少年サンデー編集部
- 制作協力 - 綿引勝美、メモリーバンク
- アニメーション制作 - アニメーション21
- 制作 - 小学館、東宝

### 主題歌
- エンディングテーマ『Miss YOU』
  - 歌：LesView、作詞：糸賀徹、作曲：星仁、編曲：星仁 & LesView

### 原作との違い
- エステルたちがシェルターに入るまでの経緯や、他の人間が滅びた理由が詳しく語られる。
- エステルが独りになるまでの過程（シェルター避難者たちの籤引きのやり取り）が追加されている。
- ラストには、地球に巨大な発光体が接近する描写がある。

## 朗読
『“耳で楽しむ”藤子・F・不二雄の世界』の番組タイトルで2013年8月9日にNHKラジオ第1放送にて放送。SF短編『間引き』と合わせて朗読劇化された。

### スタッフ・出演
- 脚色 - 福田卓郎
- 音楽・演奏 - 西村由紀江
- 朗読 - 石田太郎、松田洋治、中條誠子
- トーク - 瀬名秀明
- コメント - 宇多丸、とり・みき